# Carl Axel Skarstedt

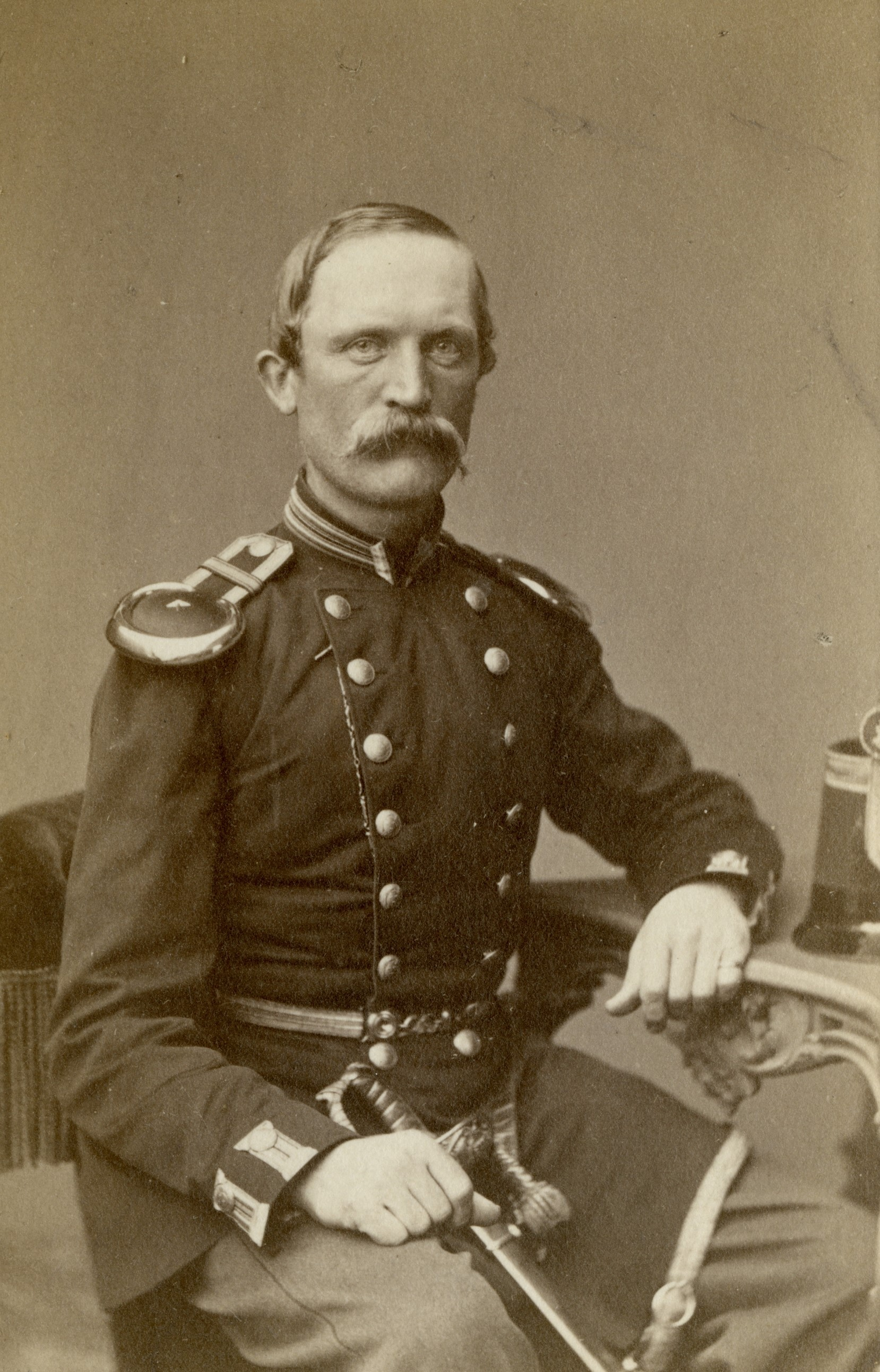
Carl Axel Skarstedt.

Carl Axel Skarstedt, född 3 oktober 1825 i Vaxholm, död 18 juni 1894 i Malmö, var en svensk officer och ingenjör.
Skarstedt inträdde vid 17 års ålder i Ingenjörkåren och tjänstgjorde vid fortifikationen. Han avlade officersexamen 1845 och ingick senare i Södermanlands regemente, men tog avsked därifrån då järnvägsbyggandet började; han utnämndes då till underlöjtnant och avancerade slutligen till kapten. Han tjänstgjorde därefter vid statens järnvägsbyggnader som nivellör och stationsingenjör. Han kom under denna tid till Malmö, då han förordnades att leda de om- och nybyggnadsarbeten som företogs där 1867–1868 efter stationshusets brand. Carl Gottreich Beijer anställde honom därefter som ledare för utvidgningarna av Malmö hamn och han var från början av 1868 Malmö stads hamningenjör.
Skarstedt deltog i grundandet av Malmö Porslinsfabrik 1872. Samma år utarbetade han för Skånska Cement AB ett förslag till hästdragen järnväg mellan Malmö och Limhamn.